# NGC 1117
NGC 1117 ist eine elliptische Galaxie vom Hubble-Typ E im Sternbild Widder auf der Ekliptik. Sie ist schätzungsweise 342 Millionen Lichtjahre von der Milchstraße entfernt und hat einen Durchmesser von etwa 50.000 Lichtjahren. Gemeinsam mit PGC 10821 bildet sie das gebundene Galaxienpaar KPG 80.

Im selben Himmelsareal befinden sich u. a. die Galaxien NGC 1112, NGC 1115, NGC 1116, NGC 1127.
Das Objekt wurde am 2. Dezember 1863 vom deutschen Astronomen Albert Marth entdeckt.